# Грот Яків Карлович
Я́ків Ка́рлович Грот (*15 (27) грудня 1812, Петербург — † 24 травня (5 червня) 1893) — російський філолог. З 1840 року професор Гельсингфорського університету, з 1858 року академік, з 1889 року віцепрезидент Російської Імператорської академії наук.
Гроту належить низка праць з історії російської словесності: «Філологічні дослідження»; зразкове для свого часу науково-критичне з обширним коментарем видання творів Державіна в 9 томах (1864—1883); видання творів Хемніцера (1873); книжка «Життя Державіна»; дослідження «Катерина II» та ін. Грот вивчав також історію шведської і фінської літератури, скандинавський фольклор і морфологію.
Грот дуже відомий своїми роботами в царині російської орфографії. У роботах «Суперечливі питання російського правопису від Петра Великого донині»(1873) і «Російський правопис» (довідник, що витримав 22 видання в 1885—1916 роках) Грот сформулював основні принципи правопису — фонетичний і історико-етимологічний, а також запропонував норми російської дореформеної орфографії. Його праці в цій царині  були найавторитетнішими аж до реформи 1918 року, хоча не всі орфографічні пропозиції Грота в той період дотримувалися реально (наприклад, написання вядчина замість ветчина, діэта замість діета). Роботи Грота вважаються першим теоретично обґрунтованим зведенням правил російської орфографії. У них містяться також важливі зауваження про морфологічну роль російського наголосу.
Грот був також видатним лексикографом, почав видавати «Словарь русского языка» нормативного типу (вийшов початок, букви А-Д, 1891), займався словником і стилем окремих письменників («Словник до віршів Державіна», 1883), заснував картотеку словникового сектора Інституту російської мови РАН.